# Josephine Skriver

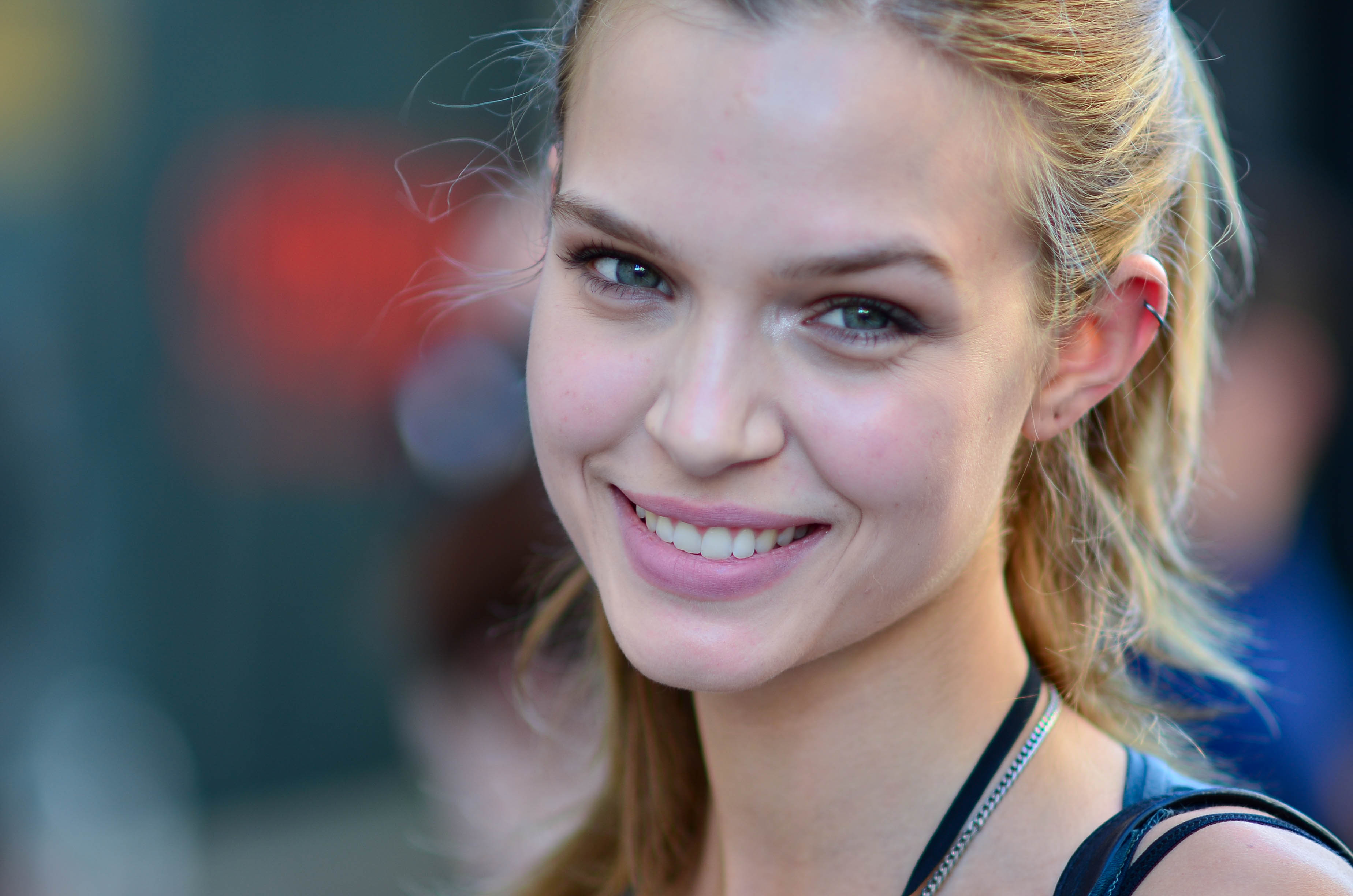
Josephine Skriver

Josephine Skriver (* 14. April 1993 in Kopenhagen) ist ein dänisches Model.
Josephine Skriver ist seit 2011 als Model für die Agentur IMG tätig. Als Laufstegmodel war sie in Schauen von Gucci, Chanel, Prada und Calvin Klein zu sehen, genauso wie auf internationalen Ausgaben der Zeitschrift Elle. Von 2013 bis 2018 wirkte sie an den Victoria’s Secret Fashion Show mit.